# 전미애
전미애(全美愛, 1960년 4월 24일 ~ )는 대한민국의 은퇴한 농구 선수로 포지션은 포워드이다. 1979년 숙명여자고등학교를 졸업하고 실업팀 한국화장품에 입단했다. 대한민국 여자 농구 국가대표팀 선수로도 활동했으며, 신치용 제일기획 스포츠담당 부사장의 아내이다.

## 경력
- 숙명여자고등학교
- 한국화장품
- 숙명여자고등학교 코치